# Skinheads (album)
Skinheads – album muzyczny wydany w Polsce zawierający utwory różnych wykonawców muzycznych. Jest to składanka muzyczna polskich wykonawców związanych ze sceną Rock Against Communism, prezentujących pod względem muzycznym takie style jak hard rock i oi!. Album został wydany przez wytwórnię Fan Records. Miało to miejsce w 1996 r. Zamieszczono go na jednej kasecie magnetofonowej. W 2006 r. została nieoficjalnie wydana reedycja tej kompilacji na płycie kompaktowej.

## Historia i album
Album muzyczny „Skinheads” został wydany w Polsce, w 1996 r.. Jako nośnik danych do jego wydania zastosowano taśmę magnetyczną zawartą w jednej kasecie magnetofonowej. Wydawcą była firma Fan Records z Zabrza. W jej ramach katalogu album otrzymał identyfikator F-016. Jest to album kompilacyjny zawierający dziesięć utworów muzycznych wykonywanych przez sześciu wykonawców. Reprezentują oni scenę Rock Against Communism, w tym w przypadku takich kapel jak Konkwista 88 czy Honor scenę nazi skinheads, a pod względem muzycznym kompozycje przez nich prezentowane zaliczane są do gatunku muzycznego jaki jest rock, a w jego ramach do takich nurtów jak hard rock i oi!.
W 2006 r. pojawiło się w Polsce nieoficjalne wydanie tego albumu. Wymienioną reedycję zamieszczono na jednej płycie kompaktowej. Została ona umieszczona w tekturowej okładce. Co nietypowe załączona lista utworów odzwierciedla zaczerpnięty z pierwszego wydania albumu na kasecie magnetofonowej ich podział na stronę A i B.

## Wykonawcy
W albumie znalazły się utwory następujących wykonawców: Honor, Konkwista 88, Legion, Odrodzenie 88, Ofensywa, Surowa Generacja (później nastąpiła zmiana nazwy zespołu na The Gits).
| Lp. | Wykonawca        | liczba utworów |
| --- | ---------------- | -------------- |
| 1   | Honor            | 2              |
| 2   | Konkwista 88     | 2              |
| 3   | Legion           | 1              |
| 4   | Odrodzenie 88    | 2              |
| 5   | Ofensywa         | 1              |
| 6   | Surowa Generacja | 2              |

## Utwory
| lp. / CD | Wykonawca        | tytuł               | kaseta magnetofonowa (strona, nr) |
| -------- | ---------------- | ------------------- | --------------------------------- |
| 1        | Honor            | Blask Wolności      | A1                                |
| 2        | Konkwista 88     | Jedna Ojczyzna      | A2                                |
| 3        | Surowa Generacja | Związek             | A3                                |
| 4        | Odrodzenie 88    | Biała Europa        | A4                                |
| 5        | Legion           | Moja Ojczyzna       | A5                                |
| 6        | Odrodzenie 88    | Więźniowie Sumienia | B1                                |
| 7        | Ofensywa         | Strajk              | B2                                |
| 8        | Surowa Generacja | Zemsta Młodych      | B3                                |
| 9        | Konkwista 88     | Niezwyciężeni       | B4                                |
| 10       | Honor            | Ojczysta Ziemia     | B5                                |